# Klub Ludzi Artystycznie Niewyżytych
Klub Ludzi Artystycznie Niewyżytych (KLAN) – młodzieżowy, alternatywny ruch artystyczny, prowadzony przez poetkę i prozaika Danutę Wawiłow. 
KLAN działał w latach 1992–1996 i zrzeszał ok. 3000 osób z całej Polski. Oprócz warsztatów poetyckich, młodzież zajmowała się prozą, fotografią, tańcem, pantomimą, muzyką i komiksem. W ramach KLANu organizowano coroczne zjazdy (1992–1994 w Śmiglu i 1996 w Łucznicy), których uczestnicy, tworząc komunę, prowadzili ciągłe warsztaty artystyczne, połączone z prezentacją utworów. Wiersze publikowane były regularnie w felietonie tygodnika Filipinka Cześć, poeci i poetki. Przekrój ruchu ilustruje artykuł. Wydana została antologia wierszy autorstwa uczestników KLANu.